# Nationales Institut für Koreanische Sprache
Das Nationale Institut für Koreanische Sprache (koreanisch 국립국어원) ist ein dem Ministerium für Kultur, Sport und Tourismus unterstelltes Institut in Südkorea, das die Aufgabe hat, sich um alle Belange der koreanischen Sprache zu kümmern.

## Ziele
Das Nationale Institut für koreanische Sprache wurde mit dem Ziel gegründet, die koreanische Sprache zu entwickeln, die Nutzung der Sprache in Südkorea zu verbessern und Forschungsaktivitäten zu verwalten. Das Institut selbst führt Forschungen zur Sprache durch, verwaltet sprachliche Regeln, veröffentlicht koreanische Wörterbücher und versucht die Qualität der koreanischen Sprachausbildung zu verbessern.

## Geschichte
Das Institut wurde am 1. Mai 1984 als Forschungsinstitut für die koreanische Sprache und als Zweigstelle des Nationalen Instituts der Wissenschaften gegründet. Am 23. Januar 1991 erfolgte ein Namensänderung auf Nationale Akademie der koreanischen Sprache mit der Angliederung an das Kultusministerium. Ein Jahr später wurde das Standardwörterbuch der Koreanischen Sprache erstmals herausgegeben.
Im Mai 1994 wurden dann im Zuge der Reorganisation des Kultusministeriums mit all seinen Tochtergesellschaften die drei im Jahr 1990 gebildeten Forschungsabteilungen in Abteilung für Sprachstandardisierungsforschung, Abteilung für deskriptive linguistische Forschung und in Abteilung für bibliographische und pädagogische Forschung und Öffentlichkeitsarbeit umbenannt. Fünf Jahre später erfolgte die Veröffentlichung de neuen Standardwörterbuch der Koreanischen Sprache in drei Bänden.
Eine erneute Namensänderung kam am 11. November 2004 mit Das Nationale Institut für die koreanische Sprache und im Mai 2009 gab man mit den Namensänderungen der drei Forschungsabteilungen in Abteilung für Sprachforschung, Abteilung für öffentliche Sprachförderung und Abteilung für Bildung und Förderung der koreanischen Sprache eine neue Ausrichtung. Zwei weitere Reorganisationen mit Namensänderungen folgen in den Jahren 2014 und 1016. Die derzeit letzte Namensänderungen des Instituts erfolgte im Oktober 2015 in dem man die beiden Artikel im Namen entfernt und seitdem das Institut Nationale Institut für Koreanische Sprache nennt.

## Organisation
Stand Juli 2021 besteht das Institut in seiner Organisation aus zwei Dezernate, dem Dezernat für Planung und Lehre und dem Dezernat für Sprachforschung. Ersteres unterteilt sich in die Abteilung für Planung und Betrieb, der Abteilung für Sprachgebrauchsüberprüfung und in die Abteilung für Ausbildung und Schulung. Das andere Dezernat besitzt eine Abteilung mehr und gliedert sich in die Abteilung für Sprachforschung, die Abteilung für Sprachinformationen und Ressourcen, die Abteilung für die Förderung der koreanischen Sprache und in die Abteilung für die Förderung der koreanischen Gebärdensprache und der koreanischen Brailleschrift.